# Agence de développement et d'urbanisme de l'agglomération strasbourgeoise
 (mars 2020).
Créée en 1967, l’Agence de développement et d’urbanisme de l’agglomération Strasbourgeoise (ou ADEUS) est l'une des 53 agences d'urbanisme françaises regroupées au sein de la Fédération Nationale des Agences d'Urbanisme (FNAU). Les missions de ces agences ont été redéfinies par la loi d’orientation pour l’aménagement et le développement durable du territoire votée en juin 1999 et la loi Solidarité et Renouvellement urbains du 13 décembre 2000. Dans ce cadre l'ADEUS propose à ses partenaires des études et des aides à la décision en matière d’urbanisme, d’aménagement de l’espace et de développement des territoires. 
L'ADEUS occupe, avec la Mairie de Strasbourg, les locaux de l'ancien hôtel aristocratique de Hanau, situé Place Broglie et 9 rue Brûlée. 